# Estación de Puerta de Carmona
La estación Puerta de Carmona será una estación de la Línea 3 del metro de Sevilla situada en la avenida Menéndez Pelayo, dentro de la Ronda histórica en el casco antiguo, la boca de acceso estará entre la avenida Luis Montoto y  La Florida. Esta estación, al igual que el resto de la Línea 3, tendrá una profundidad media de entre 15 y 17 metros.

## Accesos
- Puerta de Carmona
- Recaredo Calle Recaredo (confluencia con calle Puerta de Carmona)
- Av. Menéndez Pelayo.

## Líneas y correspondencias
| << cabecera        | < estación        | línea | estación >          | cabecera >>          |
| ------------------ | ----------------- | ----- | ------------------- | -------------------- |
| Pino Montano Norte | María Auxiliadora |       | Jardines de Murillo | Hospital V. de Valme |

## Conexiones

### Autobuses urbanos
Diversas líneas de autobuses urbanos propiedad de la empresa TUSSAM tienen parada en la proximidad de la futura estación.
| N.º de parada | LÍNEA | Trayecto                               | Zona        |
| ------------- | ----- | -------------------------------------- | ----------- |
|               | 1     | Polígono Norte - Hospital V. del Rocío | Transversal |
|               | 21    | Plaza de Armas - Polígono San Pablo    | Radial Este |
|               | 24    | Ponce de León - Rochelambert           | Radial Este |
|               | 27    | Plaza del Duque - Sevilla Este         | Radial Este |
|               | 32    | Plaza del Duque - Polígono Sur         | Radial Sur  |
|               | C3    | << Circular interior                   | Circular    |
|               | C4    | Circular interior >>                   | Circular    |
|               | C5    | Circular centro                        | Circular    |
|               | A1    | Prado S. Sebastián - Polígono Norte    | Noctura     |
|               | A3    | Prado S. Sebastián - Sevilla Este      | Noctura     |